# Факудис, Юрий Константинович
Юрий Константинович Факудис (1925, Москва — 14.01.1945) — сапёр-разведчик 55-го отдельного сапёрного батальона.

## Биография
Родился в 1925 году в Москве. Работал токарем.
С 1943 года в составе Красной Армии. Особенно отличился в боях на территории Польши.
19 июля 1944 года у Гловачува обезвредил свыше 25 различных мин и снял около 200 метров колючей проволоки. За мужество и отвагу, проявленные в боях, 25 июля 1944 года красноармеец Факудис Юрий Константинович награждён орденом Славы 3-й степени.
28 июля в составе группы подорвал мост через реку Кшна, после чего истребил около отделения солдат. За мужество и отвагу, проявленные в боях, 19 августа 1944 года ефрейтор Факудис Юрий Константинович награждён орденом Славы 2-й степени.
13 января 1945 года отличился обезвреживанием минных заграждений при форсировании Вислы у Гручно. 14 января проделал проход в немецких заграждениях, что позволило внезапно атаковать и разгромить противника. В этом бою погиб. Похоронен близ город Сероцк (Польша).
Указом Президиума Верховного Совета СССР от 24 марта 1945 года за образцовое выполнение заданий командования в боях с захватчиками ефрейтор Факудис Юрий Константинович посмертно награждён орденом Славы 1-й степени, став полным кавалером ордена Славы.